# Huff-Daland XHB-1
Le Huff-Daland XHB-1 est un prototype de bombardier américain développé dans les années 1920. Il est dérivé du bombardier léger LB-1.